# Aguilah Issa
Aguilah Salah Issa Gwaider —en árabe: عقيلة صالح عيسى العبيدي‎— (Al Quba, 1 de enero de 1944) es un jurista y político libio que es diputado por su localidad en la Cámara de Representantes de Libia y Presidente de dicho órgano desde el 5 de agosto de 2014.

## Biografía
Issa es un importante miembro de la tribu Awaydat, una de las más influyentes del Este de Libia. Antes de la guerra de Libia de 2011, Issa había expresado su apoyo a la dictadura de Muamar el Gadafi, una posición que sin embargo abandonó con el devenir de la guerra. En las elecciones de 2014, Issa se presentó como diputado a la Cámara por su localidad natal, al-Quba. 
El 5 de agosto de 2014 fue elegido presidente permanente de dicho órgano en sustitución de Abu Bakr Buera, que actuó durante dos días de forma interina. Issa fue elegido al no tener ninguna afiliación política clara y varios años de experiencia en el sistema judicial.
El 20 de febrero de 2015 un grupo de hombres leales al Estado Islámico detonaron tres bombas en Al Quba apuntando a una gasolinera, una estación de policía, y la casa del presidente Issa. Estos ataques dejaron 40 fallecidos.
En 2016, Naciones Unidas diseñó un plan de paz, en el contexto de la Guerra de Libia de 2014-2016, en virtud del cual Fayez al Sarraj se convertiría en el nuevo presidente de Libia, con autoridad tanto en el este como en el oeste del país. Era necesario que el plan de paz fuera ratificado por la Cámara de Representantes, pero Issa usó su poder sobre el órgano para paralizar su aprobación, con el ánimo de seguir manteniendo el control sobre parte del país. Ante esta situación, el 12 de marzo Sarraj se proclamó presidente de la nación africana, contando con el apoyo extraoficial de la mayoría de la Cámara y el reconocimiento de la comunidad internacional. La Unión Europea impuso además sanciones económicas a Issa por su actuación durante la crisis.
En noviembre de 2021, Fathi Bachagha es candidato a las elecciones presidenciales de diciembre de 2021.